# Edward Barron Chandler
Edward Barron Chandler (ur. 22 sierpnia 1800, zm. 6 lutego 1880) – polityk kanadyjski, uczestnik konferencji w Charlottetown i Quebecu reprezentujący prowincję Nowy Brunszwik. Z tego względu zaliczany jest do grona Ojców Konfederacji.
Urodził się w rodzinie lojalistów, którzy wyemigrowali po rewolucji ze Stanów Zjednoczonych do Nowej Szkocji i osiedli w Amherst. Edward ukończył prawo i zaczął praktykować w 1823, przeprowadzając się jednocześnie do Nowego Brunszwiku. Zaangażował się w lokalną politykę. W latach 1827–1836 wybierany był do zgromadzenia legislacyjnego prowincji, a w latach 1844–1858 był członkiem gabinetu prowincjonalnego. W czasie negocjacji konfederacyjnych popierał idee konfederacji, jednakże sprzeciwiał się utworzeniu silnego rządu federalnego. Konfederację widział raczej jako związek luźnych prowincji obdarzonych dużą autonomią. Po zawarciu Konfederacji zaoferowano mu fotel senatora, lecz go nie przyjął, wybierając politykę prowincjonalną.
Po roku 1862 Chandler został mianowany komisarzem budowy Kolei Interkolonialnej. W 1878 po szczęśliwym ukończeniu budowy kolei został mianowany gubernatorem porucznikiem Nowego Brunszwiku. Na stanowisku tym pozostał do śmierci w 1880.